# Ryōsuke Kawano
Ryōsuke Kawano (japanisch 河野 諒祐 Kawano Ryōsuke; * 24. Dezember 1994 in Hadano) ist ein japanischer Fußballspieler.

## Karriere
Kawano erlernte das Fußballspielen in der Jugendmannschaft von Shonan Bellmare. Hier unterschrieb er 2013 auch seinen ersten Profivertrag. Der Verein spielte in der höchsten Liga des Landes, der J1 League. 2014 wurde er an den Drittligisten Fukushima United FC ausgeliehen. Für den Verein absolvierte er vier Ligaspiele. 2015 wechselte er zu Verspah Ōita. 2018 wechselte er zum Drittligisten YSCC Yokohama. Für den Verein absolvierte er 66 Ligaspiele. 2020 wechselte er zum Zweitligisten Mito HollyHock. Nach einem Jahr wechselte er im Januar 2021 zum ebenfalls in der zweiten Liga spielenden Fagiano Okayama. Ende Juli 2024 wechselte er auf Leihbasis zum Ligakonkurrenten Kagoshima United FC. Am Ende der Saison 2024 belegte er mit Kagoshima den 19. Tabellenplatz und musste somit in die dritte Liga absteigen. Nach der Ausleihe kehrte er zu Fagiano zurück. Hier wurde sein Vertrag jedoch nicht verlängert. Im Februar 2025 verpflichtete ihn der Drittligist SC Sagamihara.